# نبيل معروف
نبيل طالب سعيد معروف (2 سبتمبر 1946 في دير القاسي) سياسي ودبلوماسي فلسطيني.

## نشأته وتحصيله العلمي
ولد نبيل طالب سعيد معروف في قرية دير القاسي في الجليل الأعلى شمال فلسطين بتاريخ 2 سبتمبر 1946. حصل على درجة البكالوريس في التاريخ من جامعة بيروت العربية عام 1969، ثم حصل على درجة الماجستير في التاريخ والتربية من ذات الجامعة، كما حصل على دبلوم في التربية والتعليم عام 1970 من اليونسكو.

## بداياته في العمل السياسي والدبلوماسي
انضم نبيل معروف عام 1965 إلى صفوف حركة فتح، وعمل خلال فترة (1982-1989) كمدير لشؤون القدس في منظمة المؤتمر الإسلامي بجدة، ثم مساعداً لسكرتير عام المنظمة منذ عام 1989 وحتى عام 1993.

## مناصبه
- سفير فلسطين لدى إسبانيا (1994 - 2005).[2]
- عميد مجلس السفراء العرب في إسبانيا منذ عام 1999.[1]
- عضو المجلس الوطني الفلسطيني.[3]
- عضو المجلس الثوري الفلسطيني.[1]
- مستشار الرئيس الفلسطيني ياسر عرفات للشؤون الإسلامية.[1]
- سفير فلسطين لدى تركيا (2006[4] - 2014[5]).
- سفير فلسطين لدى كندا (2015 - 2019).[6]

## أوسمة
- في 18 أكتوبر 2005، جرى تقليده بوسام الصليب الأكبر الإسباني تقديراً لجهوده في تعزيز العلاقات الإسبانية الفلسطينية، وأيضًا لمناسبة انتهاء مهامه كسفير فلسطين في إسبانيا.[7]

- في 26 يناير 2020، قلده الرئيس الفلسطيني محمود عباس بوسام دولة فلسطين من درجة الاستحقاق تقديراً لمسيرته الدبلوماسية والنضالية.[8]